# Reinvention
Reinvention (Grafisch ReInvention) is het zesde studioalbum van de Britse band Gryphon.

## Inleiding
Gryphon bestond in hoofdmate in de periode 1973-1977 en kwam in die periode tot vijf albums. Vervolgens werd het decennia lang stil rond het gezelschap. In de jaren nul van de 21e eeuw kwam de band weer langzaam op gang met reünieconcerten etc. In 2007 werd aangekondigd dat die concerten begeleid zouden worden door een nieuw album. Het duurde echter tot 2017 voordat Gryphon dat serieus ten uitvoer bracht met de opnamen voor Reinvention. In die periode daartussen hadden personeelswisselingen plaats. In september 2018 kwam ReInvention op de markt.
De stijl van hun muziek is in de loop van die tijd nauwelijks gewijzigd, de productie des te meer. De grotendeels instrumentale muziek is een mengeling van middeleeuwse muziek, folk, Canterbury scene en progressieve rock, hier en daar gelijkend op Gentle Giant. Ook werd er bij de liedjes een vergelijking getrokken naar de liedjes van Monty Python's Flying Circus. Daarbij maakt de band bijvoorbeeld gebruik van de kromhoorn. De productie zorgde voor een optimaal helder geluid.

## Musici
- Andy Findon – dwarsfluit, piccolo, sopraankromhoorn, sopraansaxofoon, klarinet, fife
- Brian Gulland – fagot, baritonsaxofoon, blokfluit, baskromhoorn, piano, zangstem (origineel lid)
- Rory McFarlane – basgitaar, contrabas
- Dave Oberlé – drumstel, percussie, zangstem (origineel lid)
- Graham Preskett – viool, toetsinstrumenten, mandoline, mondharmonica
- Graeme Taylor – akoestische gitaar, Fender Telecaster (origineel lid)

## Muziek
| Nr. | Titel                                                 | Duur  |
| --- | ----------------------------------------------------- | ----- |
| 1.  | Pipeup Downsland Derry Dell Danko (Gulland)           | 4:48  |
| 2.  | Rhubarb crumhorn (Preskett)                           | 5:53  |
| 3.  | A futuristiuc auntyquarian (Gulland)                  | 4:43  |
| 4.  | Haddock’s eyes (Taylor, Carroll)                      | 10:56 |
| 5.  | Hampton caught (Preskett)                             | 5:11  |
| 6.  | Hospitality at a price…(dennis) Anyone for? (Gulland) | 3:38  |
| 7.  | Dumble dum chit (Preskett)                            | 3:08  |
| 8.  | Bathsheba (McFarlane)                                 | 5:37  |
| 9.  | Sailor V (Preskett)                                   | 8:35  |
| 10. | Ashes (Taylor)                                        | 3:29  |
| 11. | The Euphrates connection (Gulland)                    | 5:58  |

## Nasleep
Er kwam een promotietoer, waar ook de zaal De Vermaning in Zaanstad werd aangedaan op initiatief van Roots aan de Zaan.Concerten van Gryphon in Nederland vonden voor het laatst plaats in de jaren zeventig. Het concert in de Vermaning was het enige concert van de bijbehorende promotietournee dat buiten het Verenigd Koninkrijk plaatsvond.  De band liet een mengeling horen van oude stijl (meer middeleeuwse muziek) en progressieve rock horen..